# Medfield Rhododendron Reservation
Das 196 Acres (79,3 ha) umfassende Naturschutzgebiet Medfield Rhododendron Reservation (kurz Medfield Rhododendrons) befindet sich in der Nähe von Medfield im Bundesstaat Massachusetts der Vereinigten Staaten und wird von der Organisation The Trustees of Reservations verwaltet.

## Schutzgebiet
Das Gebiet wurde zum Schutz der dortigen Bestände der Rhododendren-Art Rhododendron maximum eingerichtet, die als eine von lediglich drei immergrünen Rhododendron-Arten im östlichen Nordamerika beheimatet ist. Die Pflanze kommt am häufigsten in den südlichen Appalachen vor und erreicht in Neuengland ihre nördliche Verbreitungsgrenze. Rhododendren waren insbesondere gegen Ende des 19. und zu Beginn des 20. Jahrhunderts aufgrund ihrer Blütenpracht sehr beliebt, so dass ihre Bestände aufgrund von extensiven Sammelaktivitäten beinahe ausgerottet wurden. Heute sind nur noch sieben natürliche Vorkommen bekannt, zu denen auch die Pflanzen im Schutzgebiet zählen.